# 308
Cette page concerne l'année 308  du calendrier julien. Pour l'année 308 av. J.-C., voir 308 av. J.-C. Pour le nombre 308, voir 308 (nombre). Pour la voiture, voir Peugeot 308.
L'année 308 est une année bissextile qui commence un jeudi.

## Événements
- 20 avril : à Rome, Maxence, qui a pris le titre d'Auguste (306), prend le consulat avec son fils Romulus[1]. Il se brouille avec son père Maximien, précédemment empereur, à qui il a retiré sa garde et ses prérogatives. Après une tentative pour déposer son fils, Maximien s'enfuit en Gaule auprès de Constantin Ier[2].
- 27 mai ou 26 juin : Marcel Ier devient évêque de Rome (mort le 16 janvier 309)[3]. Il succède à Marcellin après quatre ans de vacance du siège pontifical. Il réorganise le culte dans des bâtiments provisoires, les églises ayant été démantelées. La maison où il célébrait le culte aurait été transformée en écurie par Maxence et lui-même réduit à l’état de palefrenier[4].
- Été ou automne ? : révolte du vicaire Valerius Alexander en Afrique, qui se proclame Auguste, prend le contrôle de la Sardaigne et cherche une alliance avec Constantin ; le ravitaillement de Rome en grain est perturbé, ce qui provoque des émeutes. Il semble que Maxence les ait réprimées avec l'aide de la garde prétorienne, qui laisse 6 000 morts dans les rues de la ville[5].
- 2 novembre : le chef xiongnu Liu Yuan (en), dans une assemblée tenue à Taiyuan (Shanxi), se proclame héritier légitime des Han et à la tête de cinquante mille hommes, réclame l'empire chinois (dynastie Bei Han ou Zhao antérieur)[6].
- 11 novembre : Galère, Dioclétien et Maximien Hercule se rencontrent à Carnuntum sur le Danube et s'accordent pour déclarer Maxence ennemi public. Licinius est déclaré Auguste légal de l'Ouest[7]. Il épouse la sœur de Constantin et aide son beau-frère à éliminer ses concurrents. Maximin Daïa, neveu de Galère, se proclame Auguste en Orient. Les luttes entre les six empereurs se prolongent pendant seize ans (307-323).

- Constantin Ier mène une nouvelle expédition outre-Rhin contre les Bructères[2].